# Pandinurus phillipsii
Espèce
Synonymes
- Scorpio phillipsii Pocock, 1896
- Pandinus phillipsii (Pocock, 1896)

Pandinurus phillipsii est une espèce de scorpions de la famille des Scorpionidae.

## Distribution
Cette espèce est endémique du Somaliland en Somalie. Elle se rencontre vers Berbera et Sheikh.

## Description
La femelle syntype mesure 100 mm.
Pandinurus phillipsii mesure de 100 à 128 mm.

## Systématique et taxinomie
Cette espèce a été décrite sous le protonyme Scorpio phillipsii par Pocock en 1896. Elle est placée dans le genre Pandinus par Kraepelin en 1899 puis dans le genre Pandinurus par Kovařík, Lowe, Soleglad et Plíšková en 2017.

## Étymologie
Cette espèce est nommée en l'honneur d'Ethelbert Lort Phillips.

## Publication originale
- Pocock, 1896 : « Report upon the Scorpions, Spiders, Centipedes, and Millipedes obtained by Mr & Mrs E. Lort-Phillips in the Goolis Mts., inland of Berbera, N. Somaliland. » Annals and Magazine of Natural History, sér. 6, vol. 18, p. 178-189 (texte intégral).